# Arcabuco (ort)
Arcabuco är en ort i Colombia.   Den ligger i departementet Boyacá, i den centrala delen av landet, 150 km nordost om huvudstaden Bogotá. Arcabuco ligger 2 566 meter över havet och antalet invånare är 1 564.
Terrängen runt Arcabuco är kuperad västerut, men österut är den bergig. Runt Arcabuco är det ganska tätbefolkat, med 58 invånare per kvadratkilometer. Närmaste större samhälle är Villa de Leyva, 18,8 km sydväst om Arcabuco. I omgivningarna runt Arcabuco växer i huvudsak städsegrön lövskog.